# Paulin Voavy
Paulin Voavy (Maintirano, 10 de novembro de 1987) é um ex-futebolista malgaxe que atuava como atacante.

## Carreira em clubes
Revelado pelo Ajesaia, Voavy atuou por mais tempo em clubes da França, Argélia e Egito, obtendo maior destaque defendendo Cannes e El Makkasa. Ele ainda defendeu Nantes B, Boulogne, Évian TG e US Colomiers no futebol francês e o Ghazl El-Mahalla no futebol egípcio. Encerrou a carreira em 2023 no Saint-Pauloise, equipe do departamento de Reunião onde havia atuado entre 2006 e 2007. Em 2019, foi condecorado com a Ordem Nacional de Madagáscar.

## Seleção Malgaxe
Tendo estreado pela Seleção Malgaxe em 2003, integrou o elenco que disputou a Copa Africana de Nações de 2019, sediada no Egito. Atuou em 3 jogos da surpreendente campanha dos malgaxes na competição, encerrada nas quartas-de-final após uma derrota por 3 a 0 para a Tunísia. Ele também participou dos Jogos das Ilhas do Oceano Índico em 2007, conquistando a medalha de prata e a artilharia da competição (4 gols marcados).
Em junho de 2022, Voavy ultrapassou o zagueiro Mamisoa Razafindrakoto como recordista de jogos disputados pelos Barea na derrota por 3 a 0 para Gana, pelas eliminatórias da Copa das Nações Africanas de 2023 (disputada em 2024), fazendo sua despedida internacional contra o Benin, em jogo que terminou com vitória malgaxe por 3 a 1. O atacante é também o maior artilheiro da seleção, com 15 gols.

## Estatísticas
27 de setembro de 2022
| Seleção    | Ano   | Partidas | Gols |
| ---------- | ----- | -------- | ---- |
| Madagáscar | 2003  | 4        | 0    |
| Madagáscar | 2005  | 1        | 0    |
| Madagáscar | 2007  | 13       | 7    |
| Madagáscar | 2008  | 4        | 0    |
| Madagáscar | 2010  | 2        | 0    |
| Madagáscar | 2011  | 2        | 0    |
| Madagáscar | 2012  | 1        | 1    |
| Madagáscar | 2015  | 4        | 0    |
| Madagáscar | 2016  | 3        | 0    |
| Madagáscar | 2017  | 4        | 2    |
| Madagáscar | 2018  | 6        | 1    |
| Madagáscar | 2019  | 8        | 2    |
| Madagáscar | 2020  | 3        | 1    |
| Madagáscar | 2021  | 8        | 0    |
| Madagáscar | 2022  | 4        | 1    |
| Total      | Total | 67       | 15   |

## Títulos
Évian TG
- Championnat National: 2009–10

Seleção Malgaxe Sub-20
- Copa COSAFA Sub-20: 2005[3]

### Individuais
- Melhor jogador do Campeonato Argelino de 2016–17 (atuando pelo CS Constantine)[4]
- Artilheiro da Copa COSAFA de 2007 (3 gols[nota 1]
- Artilheiro do torneio de futebol dos Jogos das Ilhas do Oceano Índico de 2007 (4 gols)